# راي راسيل
راي راسيل (بالإنجليزية: Ray Russell)‏ هو مؤلف موسيقى تصويرية وعازف قيثارة وملحن بريطاني، ولد في 4 أبريل 1947 في إزلنغتون في المملكة المتحدة.

## وصلات خارجية
- الموقع الرسمي
- راي راسيل على موقع IMDb (الإنجليزية)
- راي راسيل على موقع ميوزك برينز (الإنجليزية)
- راي راسيل على موقع أول ميوزيك (الإنجليزية)
- راي راسيل على موقع ديسكوغز (الإنجليزية)